# American Airlines Group
American Airlines Group (tiếng Anh: American Airlines Group, Inc.) là một công ty hàng không Hoa Kỳ có trụ sở ở Fort Worth, Texas. Nó được thành lập ngày 9 tháng 12 năm 2013 trên cơ sở hợp nhất tập đoàn AMR, công ty mẹ của American Airlines, với US Airways, công ty mẹ của US Airways. Sáp nhập giữa American Airlines và US Airways hoàn tất khi Cục Quản lý Hàng không Liên bang cấp một chứng chỉ hoạt động cho cả hai hàng vào ngày 8 tháng 4 năm 2015.

## Tổng quan

### Trung tâm
Sau sáp nhập, hãng hàng không mới hoạt động ở các sân bay sau:
| Sân bay                                   | Khu vực phục vụ            | Loại/vùng                                                                                       | Hãng hoạt động trước sáp nhập | Số điểm đến | Số chuyến bay hàng ngày |
| ----------------------------------------- | -------------------------- | ----------------------------------------------------------------------------------------------- | ----------------------------- | ----------- | ----------------------- |
| Charlotte Douglas International Airport   | Charlotte, North Carolina  | Second-largest hub, primary East Coast hub                                                      | US Airways                    | 155         | 740                     |
| Dallas/Fort Worth International Airport   | Dallas/Fort Worth, Texas   | Largest hub and primary gateway to Mexico and secondary South American hub.                     | American Airlines             | 172         | 877                     |
| John F. Kennedy International Airport     | New York City, New York    | Secondary European/transatlantic gateway                                                        | American Airlines             | 50          | 97                      |
| LaGuardia Airport                         | New York City, New York    | Secondary Northeast focus city                                                                  | US Airways                    |             |                         |
| Los Angeles International Airport         | Los Angeles, California    | Primary Asian and Oceanic/transpacific gateway, primary Hawaiian gateway, secondary Western hub | American Airlines             | 64          | 180                     |
| Miami International Airport               | Miami, Florida             | Primary gateway to Latin America                                                                | American Airlines             | 109         | 310                     |
| O'Hare International Airport              | Chicago, Illinois          | Third-largest hub, primary Midwest hub                                                          | American Airlines             | 113         | 522                     |
| Philadelphia International Airport        | Philadelphia, Pennsylvania | Fourth-largest hub, primary European/transatlantic gateway                                      | US Airways                    | 107         | 469                     |
| Phoenix Sky Harbor International Airport  | Phoenix, Arizona           | Fifth-largest hub, secondary Mexican gateway, secondary Hawaiian gateway, primary Western hub   | US Airways                    | 86          | 316                     |
| Ronald Reagan Washington National Airport | Washington, D.C.           | Primary Northeast hub                                                                           | US Airways                    | 65          | 292                     |

### Quyền sở hữu và cấu trúc nhóm
American Airlines Group, Inc. được giao dịch công khai theo Nasdaq: AAL, với giá trị vốn hóa thị trường khoảng 6 tỷ đô la vào tháng 8 năm 2020 và được bao gồm trong chỉ số S&P 500 index. Tập đoàn hoạt động thông qua công ty con hoạt động chính hoàn toàn thuộc sở hữu của mình.
Gồm 3 công ty con, hãng vận tải khu vực Envoy Air, Piedmont Airlines và PSA Airlines, cùng với 3 hãng hàng không độc lập, vận hành bởi American Eagle theo thỏa thuận liên danh và dịch vụ với American Airlines.